# Хокер хорнбил
Хокер хорнбил (енгл. Hawker Hornbill) је британски ловачки авион. Авион је први пут полетео 1925. године. 

Размах крила је био 9,45 метара а дужина 8,11 метара. Био је наоружан са једним митраљезом 7,7 мм.

## Наоружање
| Наоружање авиона: Хокер хорнбил |     |
| Ватрено (стрељачко) наоружање   |     |
| Топ                             |     |
| Митраљез                        |     |
| Број и ознака митраљеза         | 1   |
| Калибар                         | 7,7 |
| Бомбардерско наоружање (бомбе)  |     |
| Ракетно наоружање (ракете)      |     |